# Manfred Amerell
Manfred Amerell (München, 1947. február 25. – München, 2012. december 1.) német nemzeti labdarúgó-játékvezető. Polgári foglalkozása szállodatulajdonos.

## Pályafutása

### Nemzeti játékvezetés
Ellenőreinek, sportvezetőinek javaslatára 1984–1994 között 2. Bundesliga valamint 1987–1994 között a Bundesliga játékvezetője. A nemzeti játékvezetéstől 1994-ben vonult vissza. Vezetett mérkőzéseinek száma: 2. Bundesligás: 70; Bundesligás: 66.

#### Nemzeti kupamérkőzések
Vezetett Kupa-döntők száma: 1.

##### Német Kupa
| Időpont         | Helyszín                 | Mérkőzés típusa | Mérkőzés                        | Eredmény | Nézők száma |
| --------------- | ------------------------ | --------------- | ------------------------------- | -------- | ----------- |
| 1994. május 14. | Olimpiai Stadion, Berlin | döntő           | SV Werder Bremen–Rot-Weiß Essen | 3 – 1    | 78 000      |

##### Szuperkupa
Az 1991-es DFB-Supercup volt az ötödik kiírás. Az egyetlen alkalom a német labdarúgás történetében, hogy Nyugat-Németország (DFB) és a Német Demokratikus Köztársaság (NOFV) egyesülése következtében a két bajnok- és a két kupagyőztes sorsolás szerinti mérkőzésekkel döntötte el, hogy ki mérkőzik a német szuperkupáért.
| Időpont            | Helyszín                             | Mérkőzés típusa     | Mérkőzés                              | Eredmény | Nézők száma |
| ------------------ | ------------------------------------ | ------------------- | ------------------------------------- | -------- | ----------- |
| 1991. július 30.   | DKB-Arena, Rostock                   | döntő első mérkőzés | FC Hansa Rostock–1. FC Kaiserslautern | 1 – 2    | 12 000      |
| 1993. augusztus 1. | Ulrich-Haberland-Stadion, Leverkusen | döntő               | SV Werder Bremen–Bayer 04 Leverkusen  | 2 – 2    | 14 000      |

## Sportvezetőként
1970–1975 között vezérigazgatója a TSV 1860 München, 1975–1979 között az FC Augsburg és 1979–1984 között a Karlsruher SC ügyvezető igazgatója. Aktív pálíafutását befejezve a DFB játékvezetők (180 000 fő) szóvivője. 2010 februárjában egészségi okok miatt visszavonult.